# Jaume Ayats i Abeyà

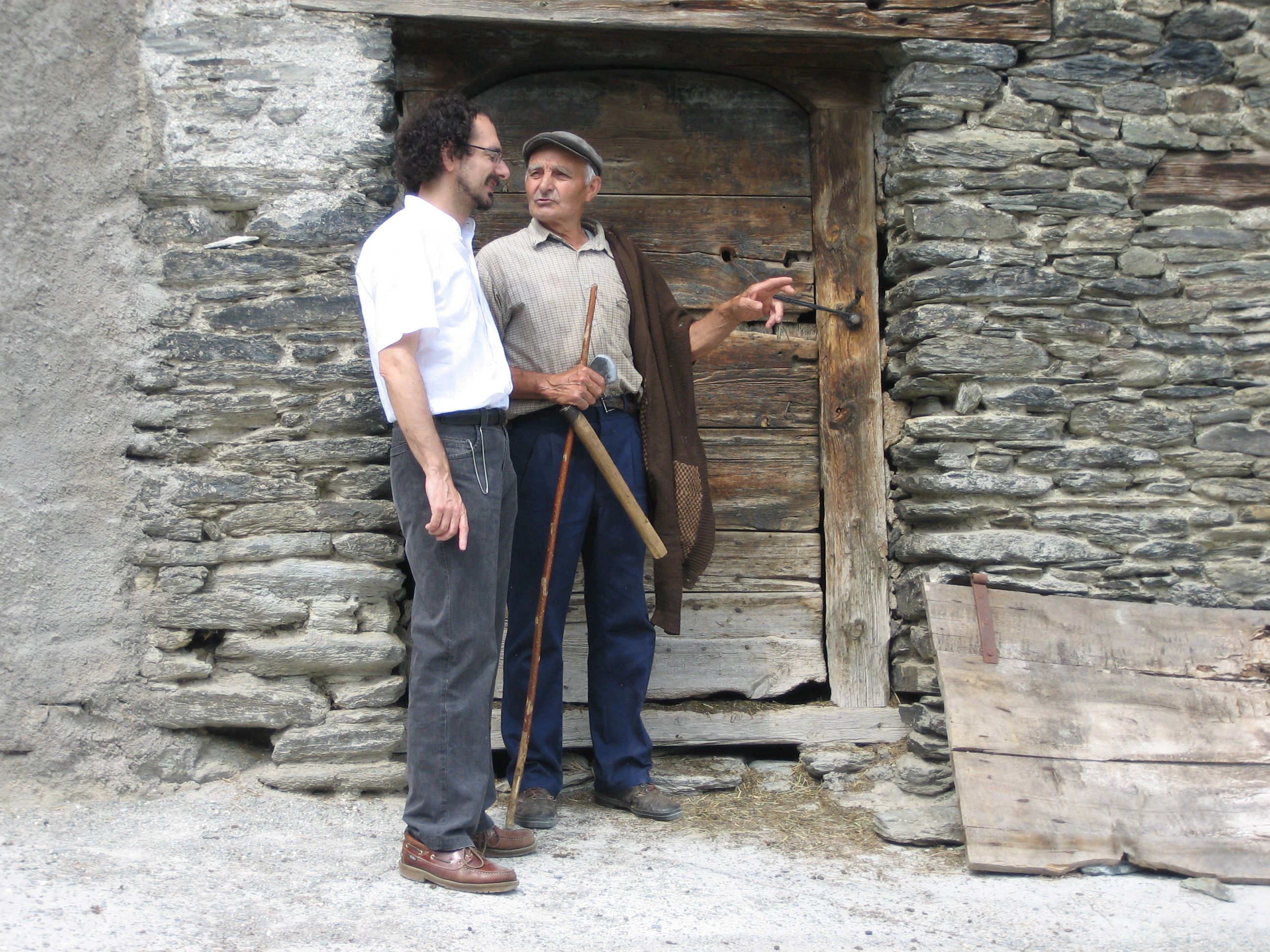
Jaume Ayats conversa con el cantador Joan Ros de casa Cabiró de Arestui

Jaume Ayats i Abeyà (Vich, 1960) es músico y profesor de etnomusicologia en la Universidad Autónoma de Barcelona. Doctor en Historia del Arte (especialidad de musicología) por la Universidad Autónoma de Barcelona, licenciado en Filología Catalana por la Universidad de Barcelona, y profesor de violín por el Conservatorio Superior Municipal de Música de Barcelona, fue director del Museo de la Música de Barcelona entre el 2012 y el 2020.
También ha realizado estudios de etnomusicología en la École des Hautes Études en Sciences Sociales de París. Ha escrito su tesis doctoral sobre la expresión sonora de las multitudes en el mundo urbano europeo y ha investigado la música oral catalana con el Grupo de Investigación Folclórica de Osona. Ha trabajado como instrumentista de orquesta (Orquesta Sinfónica de Barcelona y Nacional de Cataluña, y Orquesta Sinfónica del Vallès).
Ha sido el comisario de la exposición Voces de la Mediterránea del Museo de la Mediterránea, y es autor, junto con Joaquim Rabaseda, del documental Voces y sueños de la Mediterránea. Dirige proyectos de investigación dentro del grupo de investigación "Las músicas en las sociedades contemporáneas" (MUSC) de la UAB y colabora en cursos del ESMUC. También canta con el grupo La Nueva Euterpe.
Fue galardonado en 2012 con el premio Nacional de Cultura Popular.
Durante 2014 adapta al catalán la canción letona Saule, Perkons, Daugava (el sol, el trueno, el río Daugava), compuesta por Martin Braun y convertida en himno de la Vía Báltica en 1989. Con el título Ahora es la hora, Ayats ha adaptado el texto a partir del poema Meditación última de Miquel Martí y Pol.

## Publicaciones
En los últimos años ha publicado:
- "El orden sonoro del espacio público en el Antiguo Régimen", dentro de Los sonidos de Barcelona en la edad moderna (ed. Tess Knighton, MUHBA, 2016, p. 37-46).
- El Claviorgue Hauslaib del Museo de la Música de Barcelona (Documenta Universitaria, Museo de la Música de Barcelona, 2013)[7]
- Los Segadores, de canción erótica a himno nacional (El Adelanto, 2011)
- Explícame una canción. 20 Tradicionales catalanas (Rafael Dalmau Editor, 2009)
- Cantadores del Pallars. Cantos religiosos de tradición oral del Pirineo / Religious Chants of the Oral Tradition in the Pyrinees (en colaboración con Anna Costal i Fornells e Iris Gayete Acero) (Barcelona: Rafael Dalmau Editor, 2010)
- "Los músicos de Figueres a las décadas de 1850 a 1870", páginas 18-28" dentro de Anna Costal y Fornells, Pep Ventura antes del mito. Cuando la sardana era un baile de moda (catálogo de exposición) (Figueres: 2010)
- "Mattutino e Ufficio delle Tenebre a Calvi" (en colaboración con Anna Costal y Fornells, Iris Gayete y Acero y Joaquim Rabaseda Matas), Tre voci por pensare il mondo. Pratiche polifoniche confraternali in alta Corsica, n. (Nota, 2010)
- Explícame otra canción. Tió, Nadal y Reyes (Barcelona: Rafael Dalmau Editor, 2009)
- Sardanas (en colaboración con Anna Costal y Fornells y Joaquim Rabaseda y Matas, Gerona: Diputación de Gerona y Caja de Gerona, 2009)
- Cantar en la fábrica, cantar en el coro. Los coros obreros en la cuenca mediana del Ter (Eumo, 2008)
- "Entre la música auténtica y la música perfume. La función social de la música y las profundas transformaciones contemporáneas", dentro de La música más allá del comercio (Indigestión Musical, Barcelona, 2008, p. 37-45).
- Las chants traditionnels des pays catalanes (Isatis y Centro Occitan des Musicas te Dances Traditionnelles Toulouse Midi-Pyrénées, 2008)
- Correr la sardana: bailes, jóvenes y conflictos (Rafael Dalmau Editor, 2006).[1]
- Cantar al coro, cantar en la fábrica (Vic: Eumo, 2008)
- Las chants traditionneles des Pays Catalanes (Toulousse: Isatis, 2008)
- Explícame una canción. 20 canciones tradicionales catalanas (Barcelona: Rafael Dalmau Editor, 2008)
- Correr la sardana. Bailes, jóvenes y conflictos (en colaboración con Montserrat Cañellas, Gianni Ginesi, Jaume Nonell y Joaquim Rabaseda) (Barcelona: Rafael Dalmau Editor, 2006)
- Sibila y las Maitines en Mallorca. DVD subtitulado en 5 lenguas (en colaboración con Francesc Vicens, Antònia Maria Sureda, Antònia Oliver, Rosa Barceló, Mònica López y Amadeu Corbera) (Palma de Mallorca: Consejo de Mallorca, Departamento de Cultura, 2006)
- Cantos de Trabajo en Mallorca / Worksongs in Mallorca / Cantos de trabajo en Mallorca / Arbeitslieder aves Mallorca / Chants de travail à Mallorca (en colaboración con Antònia Maria Sureda y Francesc Vicens) (Palma de Mallorca: Consejo de Mallorca, Departamento de Cultura, 2006)
- "Los grupos de música tradicional en el actual Cataluña o la construcción de una identidad alternativa" (Revista Transcultural de Música, n. 8 2004)
- "El surgimiento de la Música Tradicional" dentro de Xosé Aviñoa, editor, Historia de la música catalana, valenciana y balear, volumen VI (Barcelona:. Ediciones 62, 2001)
- "Chez las indiens Pumé de la Savane vénézuélienne" dentro de Denis Laborde (editor), Tout un monde de musico: identifier, enquêter, analyser, conserver (París: El Harmattan, 1996)
- "Como modelar la imagen sonora del grupo: los eslóganes de manifestación" (Antropología, revista de pensamiento y estudios etnográficos, n. 15-16, 1996)
- Canciones y tonadas tradicionales de la comarca de Osona (en colaboración con Ignasi Roviró y Xavier Roviró) (Barcelona: Departamento de Cultura de la Generalidad de Cataluña, 1994)
- "Troupes françaises hors lleva Golfe, Proférer dans la rue: las slogans de manifestation" (Ethnologie Française, n. XII, 1992)